# The Adventures of Rocky and Bullwinkle and Friends
The Adventures of Rocky and Bullwinkle and Friends è un videogioco distribuito dalla  THQ ispirato al The Rocky and Bullwinkle Show.
Sette livelli distribuiti in più località: una montagna, una caverna, un sottomarino, una nave infestata, un porto, un castello. Un paio di minigiochi a disposizione ad un certo punto, con cui collezionare vite aggiuntive, sono disponibili: Peabody e Sherman, in cui Sherman deve bloccare la bocca di un drago con una gomma da masticare e Dudley Do-Right, in cui bisogna evitare, accavalcati, un treno sempre in dirittura d'arrivo guidato da  Snidely Whiplash.